# Ōnusa

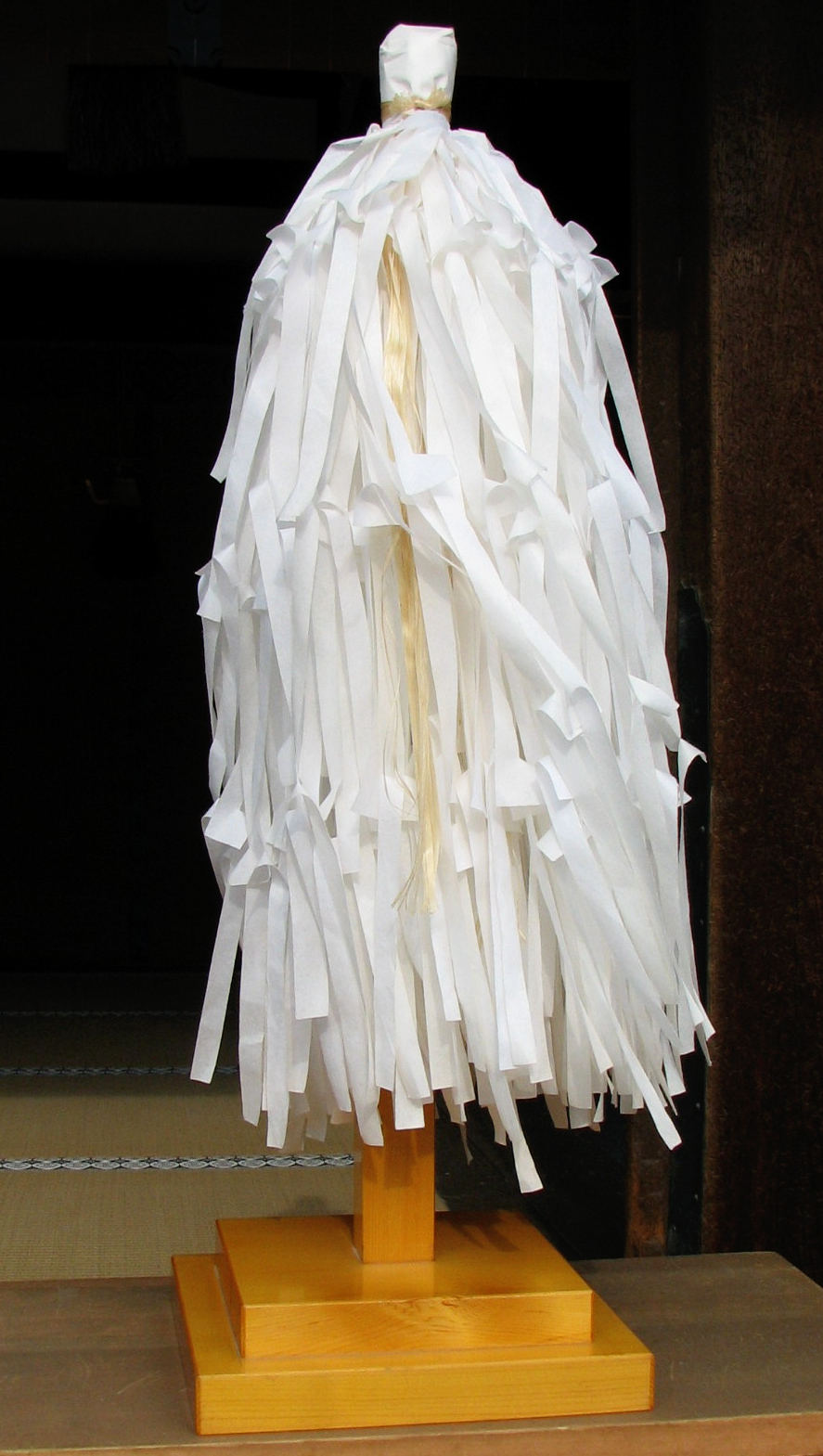
Ōnusa

Un ōnusa (大麻?) o haraegushi (祓串?) es una vara de uso ritual utilizada en las ceremonias Shintō, hecha de madera sakaki y decorada con tiras de papel o lino blancas llamados shide atadas a una de sus puntas. Se emplea, específicamente, en los rituales de purificación (harae).
La vara es empleada comúnmente por sacerdotes pero la purificación también puede llevarse a cabo por personas comunes. La forma de usar un ōnusa es ponerlo en frente de la persona u objeto a purificar y moverlo en el sentido izquierda – derecha – izquierda; tras la purificación el ōnusa recibe las impurezas y cualquier otra clase de polución. De ordinario, el ōnusa se destruye después de la purificación.
No debe ser confundido con el hataki, cuya apariencia es similar.